# Cioppino

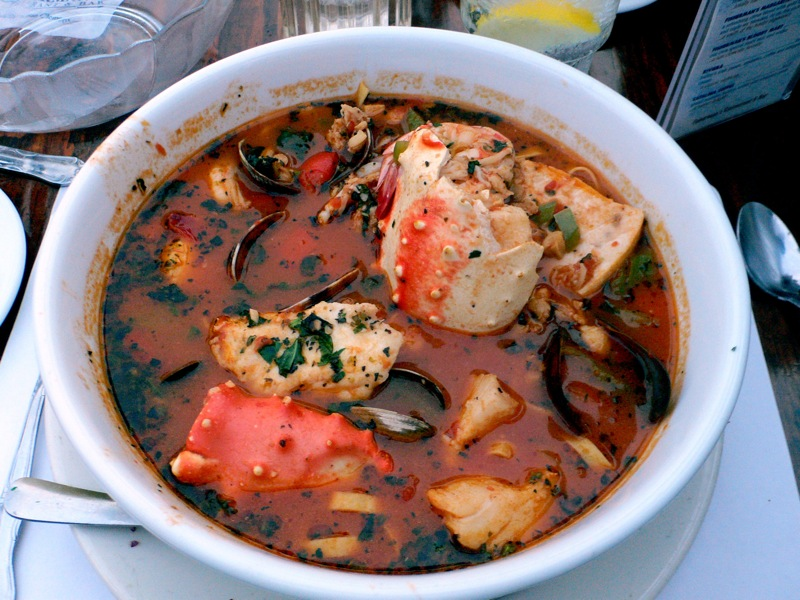
Cioppino

Cioppino is een stoofpot met zeevruchten. In tegenstelling tot wat de naam misschien doet vermoeden ligt de oorsprong van de cioppino niet in Zuid-Europa maar in de Verenigde Staten. Het gerecht werd uitgevonden door de Italiaanse en Portugese vissers uit de wijk North Beach in San Francisco. De cioppino werd daar dan samengesteld uit de vangst van de dag.

## Bereidingswijze
Er bestaat geen specifiek recept voor de cioppino. Het is een combinatie van zeevruchten, meestal krab, die gekookt worden in bouillon. Hier worden vervolgens tomaten en rode wijn saus aan toegevoegd. De cioppino wordt geserveerd met brood.